# Pan de Viena

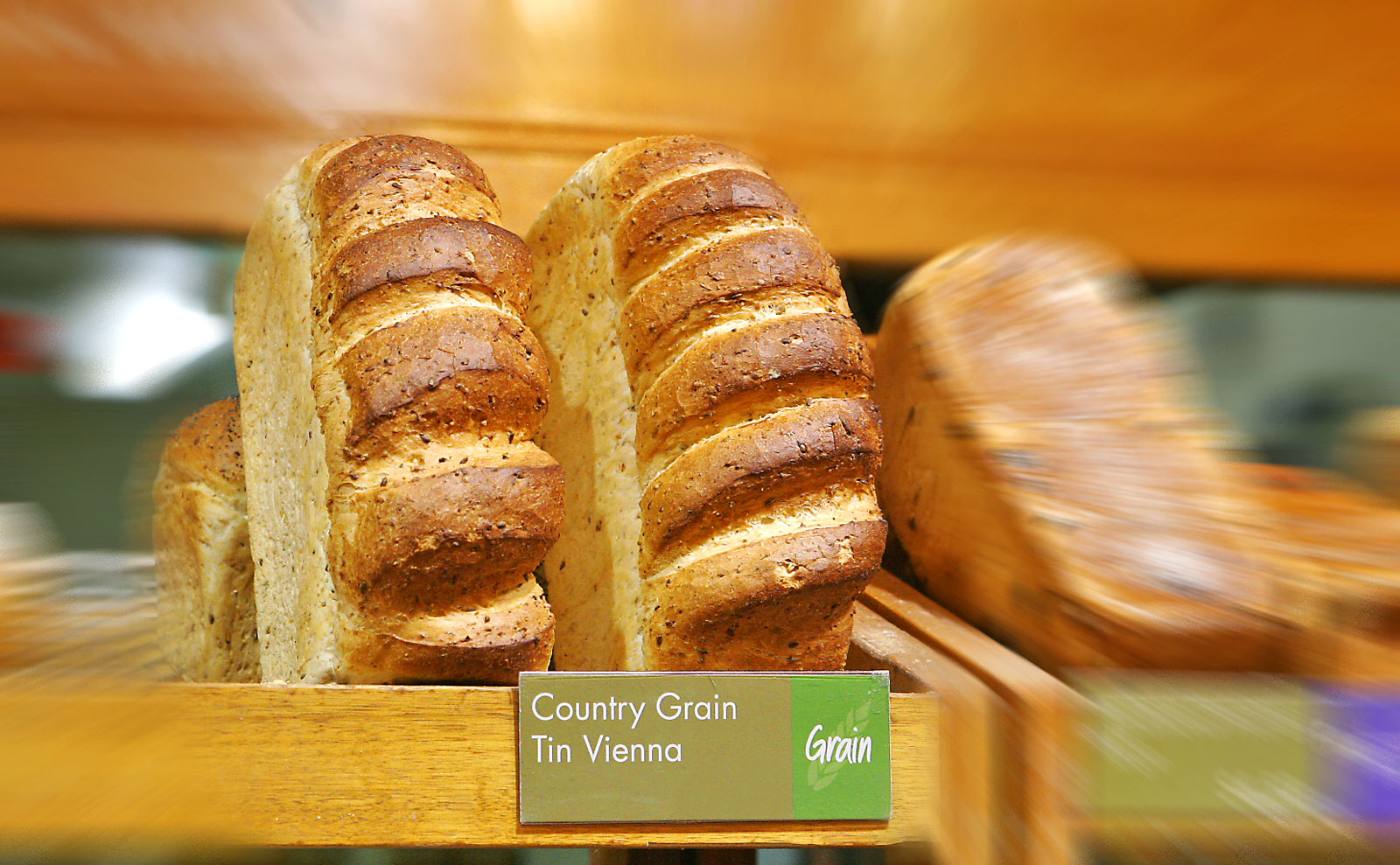
Pan de Viena hecho en molde.

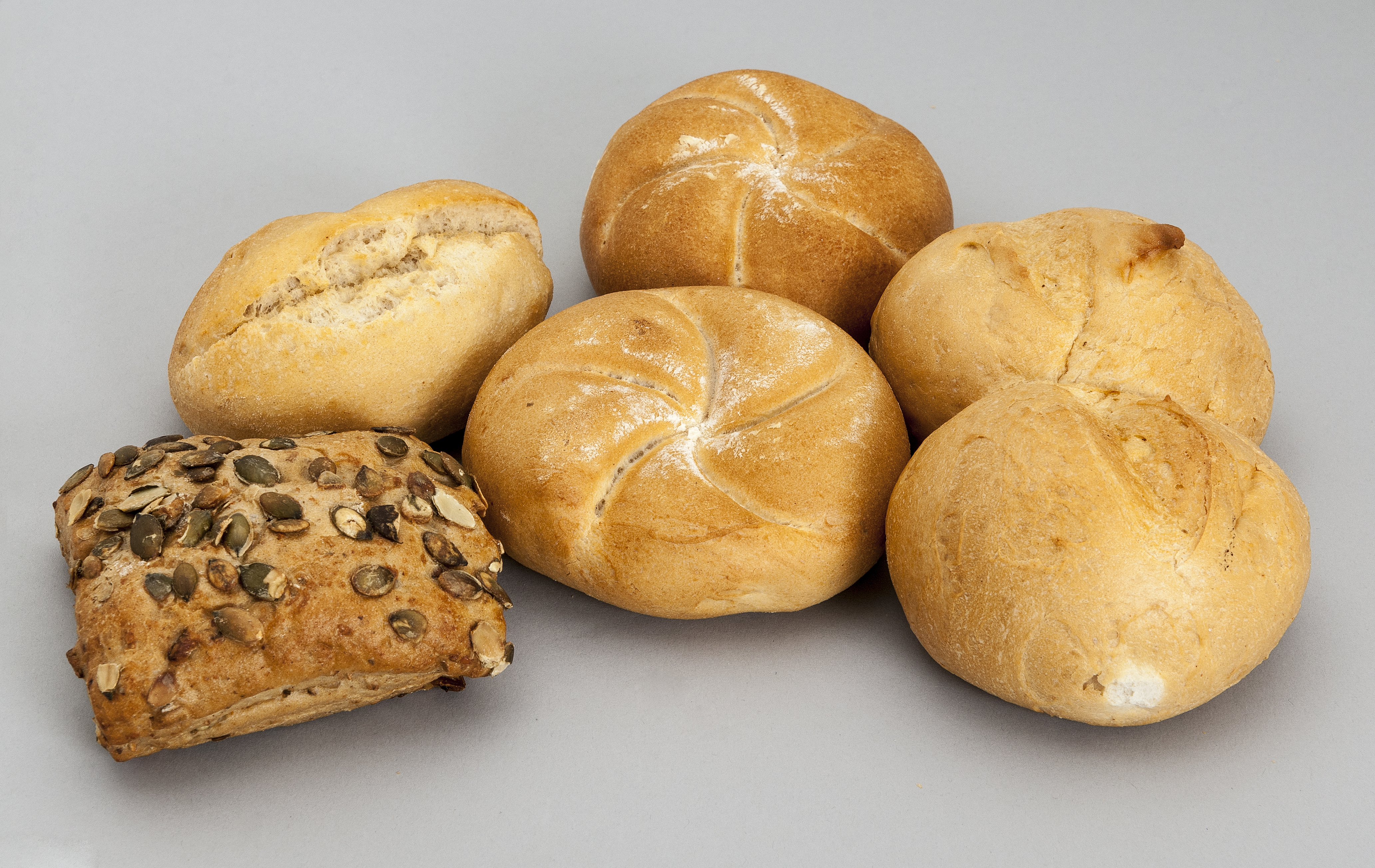
Panes individuales hechos en Viena.

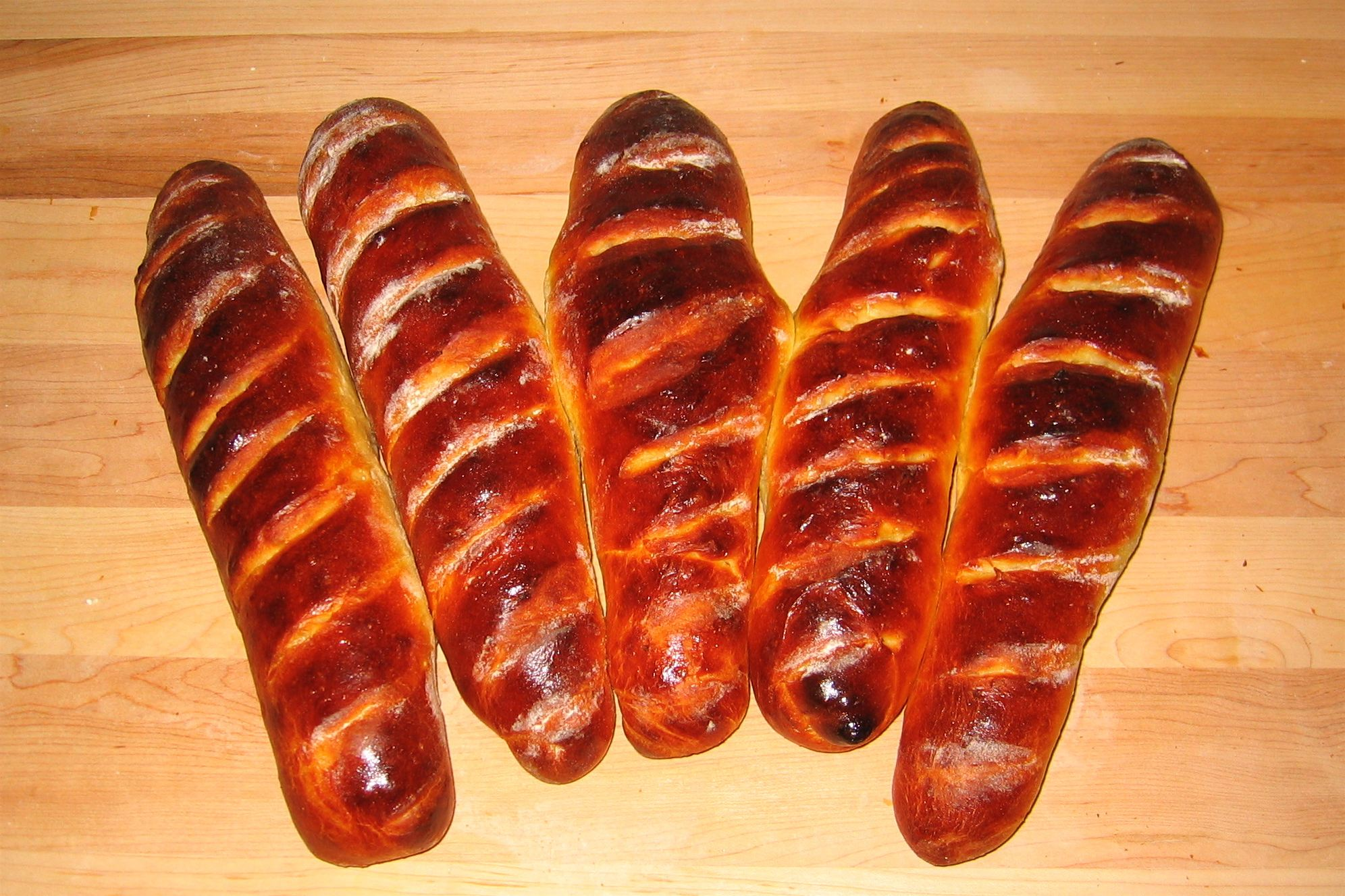
Barras de pan de Viena.

El pan de Viena es un tipo de pan que se produce según un método desarrollado en Viena (Austria) en el siglo XIX. Contiene harina, agua, sal, levadura, azúcar y leche. Su costra es muy fina y brillante, su masa es de tipo abriochado y se usa vapor de agua en el proceso de cocción. Su miga es suave, fina y esponjosa, pero ligeramente dulce.  
Fruto de los avances tecnológicos ocurridos en Viena a finales del siglo XIX es que surge este tipo de pan, que emplea vapor de agua durante sus primeras fases de cocción.

## Características
El pan de Viena se elabora típica pero no necesariamente en piezas oblongas. Lo que se llama tradicionalmente «pan de Viena» es un conjunto de productos de panadería austríaca que comprende panes de trigo, de centeno o la mezcla de ambos, varios tipos de panecillos individuales y muchos productos dulces elaborados principalmente con harina.  Ante el auge de estos panes de sabor suave y masa blanca, sin la acidez ni la costra dura de los panes más comunes entonces, los panaderos vieneses aprovecharon la Exposición Universal de Viena de 1873 para explicar y demostrar a sus visitantes cómo elaboraban sus productos. Tras su paso por la exposición, el científico norteamericano Eben Norton Horsford publicó en 1875 un detallado informe sobre el llamado «pan de Viena», en el que destacó las siguientes características:
- la calidad de los cereales empleados, procedentes de las llanuras de Hungría que se benefician de un clima especialmente apto para el desarrollo óptimo de los granos.
- el nuevo tipo de molienda conocida como Hungarian high milling, que combinaba muelas de piedra y rodillos de acero.
- la cuidadosa selección de las harinas obtenidas.
- el uso por primera vez de levadura de panadería prensada en vez de masa madre o de levadura de cerveza.
- una cocción uniforme y regulable según el tamaño de los panes, que recurría al empleo de vapor para los panes de gran tamaño a fin de evitar que se quemase la costra. La masa se ubica en el horno bajo un techo de vapor o, alternativamente, se inyecta vapor al horno tan pronto como las piezas de pan se introducen. Esto añade humedad a la miga del pan y hace que se retrase la formación de la corteza, lo que da un pan ligero, esponjoso y de cocción más uniforme. Cuando el vapor se disipa, el calor seco del horno tuesta la corteza, produciendo su característica textura muy fina y ligeramente crujiente. Horsford apuntó que si en la exposición de París las barras de pan vienés se elaboraban en horno de vapor, en la exposición de Viena los panaderos vieneses elaboraban los panecillos conocidos como Kaisersemmel en un horno seco.
- la difusión de panes de tamaño más pequeño que las habituales hogazas, para que el consumidor los pudiera comer en un día, evitando así que se pusieran rancios o duros.

Con el paso del tiempo, el pan de Viena, al igual que la baguette viennoise francesa, ha pasado a ser una barra de pan abriochado con una fina costra lustrosa, que contiene azúcar, leche y a veces mantequilla.

## Historia
El pan que se elaboraba en Austria se hizo famoso en Europa y en Norteamérica en el siglo XIX. Entre 1837 y 1839, el militar austriaco August Zang abrió en el n.º 92 de la calle de Richelieu de París una tahona vienesa en la que obraban panaderos que había traído de su país. Elaboraban pan de Viena y el kipferl, antepasado del croissant. En aquella época el pan que se vendía en París era un pan rústico, poco adaptado a los gustos de la burguesía y de las clases sociales más altas que descubrieron con deleite ese nuevo pan más blando y delicado. Aunque se trataba de un pan considerado como delicatessen, el éxito fue enorme y dos años más tarde existían ya doce panaderías vienesas en la ciudad. A mediados del siglo XIX, París contaba 250 panaderos especializados en pan de Viena que llegaron a constituir su propia asociación profesional.
Pero fueron dos exposiciones universales, la de París de 1867 y la de Viena en 1873, las que consagraron el auge internacional del pan de Viena. En la exposición de París, la panadería vienesa fue declarada «mejor panadería del mundo».
En 1873 el Dr. Martí, un médico de Valencia, trajo de la Exposición Universal de Viena la receta del pan vienés a España. Se asoció con el empresario Matías Lacasa que ese mismo año obtuvo de la Oficina de Patentes la exclusiva de la fabricación del pan de Viena en Madrid durante diez años y abrió la primera tahona conocida como Viena Capellanes. Este pan tuvo gran aceptación y se consideraba un «pan de lujo» por tener una masa más fina y ligera que la del pan candeal. Una vez terminado el período de exclusividad, la receta se hizo pública y muchas fueron las tahonas que se lanzaron en la fabricación del pan de Viena.
De ahí deriva el término francés viennoiserie, que se aplica a toda una clase de panecillos y bollos generalmente hechos con masa de hojaldre. Buena parte de los bizcochos uruguayos y de las facturas argentinas derivan de las viennoiseries.